# Kazimierz Twardowski
Kazimierz Jerzy Skrzypna-Twardowski, Ritter von Ogończyk, (Viena, 20 de outubro de 1866 — Leópolis, 11 de fevereiro de 1938) foi um filósofo e lógico polonês.

## Vida
Twardowski obteve um doutorado em 1891 na Universidade de Viena, com a tese Über den Unterschied zwischen der klaren und deutlichen Perception und der klaren und deutlichen Idee bei Descartes, orientado por Franz Brentano e Robert von Zimmermann. Em 1894 obteve a habilitação, com o tema Zur Lehre vom Inhalt und Gegenstand der Vorstellungen. No ano seguinte lecionou em Viena, até que em 1895 obteve uma cátedra de filosofia em Leópolis, onde permaneceu até sua morte. Com seu trabalho foi lançada a pedra fundamental de investigações sobre matemática, lógica e filosofia da Escola de Leópolis-Varsóvia.

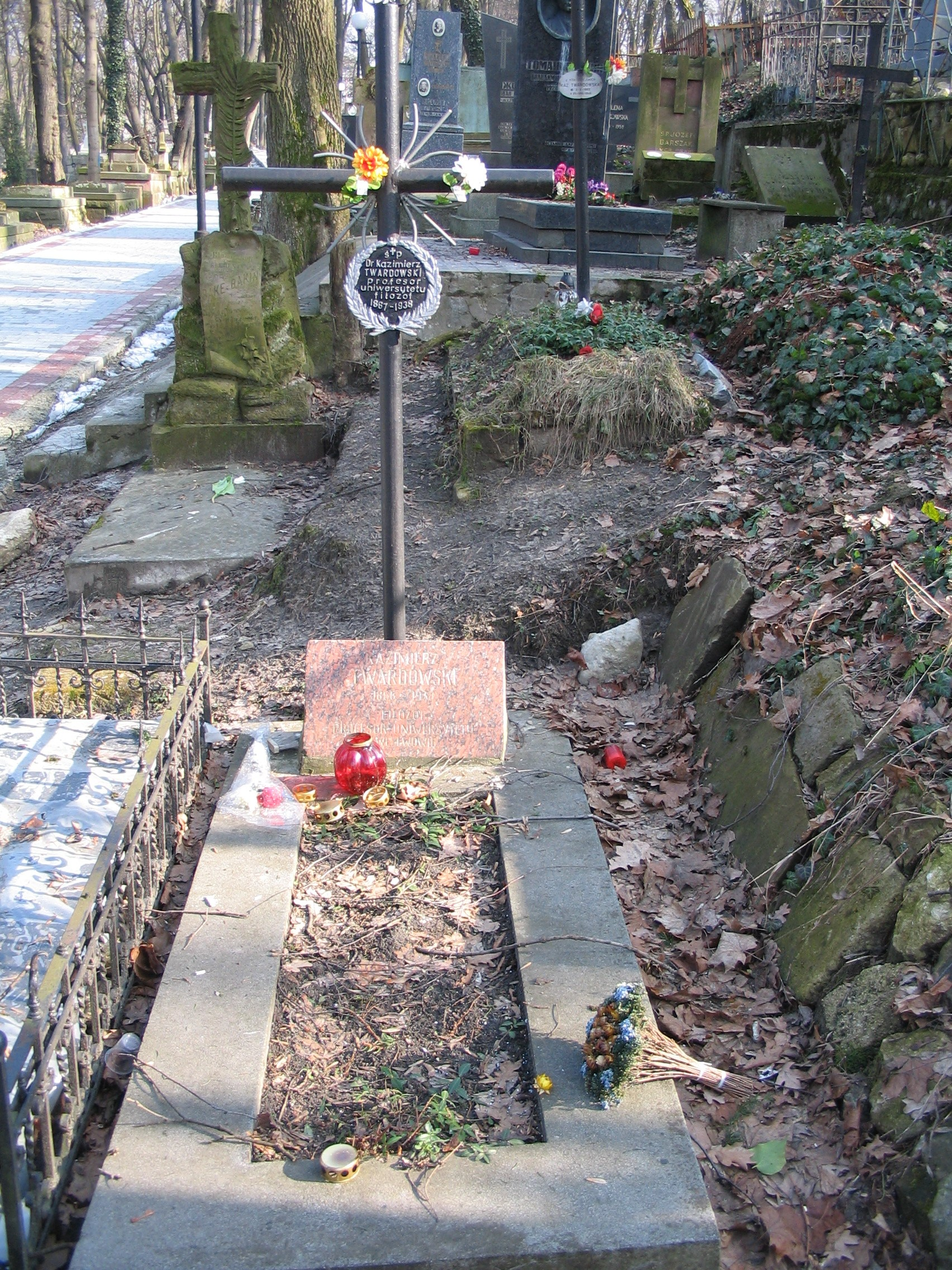
Sepultura de Twardowskis em Leópolis